# Europejska noc
Europejska noc (ang. European Night / In a Moment of Passion) – polsko-niemiecko-amerykański film fabularny z 1993 roku w reżyserii i według scenariusza Zbigniewa Kamińskiego. Zdjęcia kręcono na zamku Książ.

## Obsada
- Maxwell Caulfield - Victor Brandt
- Vivian Schilling - Crista Kelly
- Julie Araskog - Greta Hoffmeier
- Joe Estevez - Frederick Walther
- Stefanie Sergakis - Adriana Rossi
- Lonnie Quinn - Jack Sperling
- Robert Z’Dar - Fritz Brumbacher
- Jeff Conaway - Werner Soehnen